# Sanctuaire Marie-Reine-de-la-Paix d'Areyksat
Pour les articles homonymes, voir Sanctuaire Marie-Reine-de-la-Paix.
Le sanctuaire Marie-Reine-de-la-Paix (en khmer ព្រះវិហារ ព្រះមាតានែសន្តិភាព អរិយក្សត្រ ou ព្រះវិហារ ក្សត្រីនែសន្តិភាព អរិយក្សត្រ) est l'église catholique d'Areyksat, dans la province de Kandal, dans le vicariat apostolique de Phnom-Penh au Cambodge. Ce sanctuaire est aussi connu sous le vocable de Notre-Dame du Mékong, notamment chez les Catholiques vietnamiens, qui l'appellent « Đức Mẹ Mekong ».

## Histoire
Cette église a été construite en 2006, au sein du quartier catholique vietnamien du village d'Areyksat. Elle remplaçait une précédente construction, devenue trop petite avec le développement de la communauté chrétienne locale. Si elle est devenue un sanctuaire marial (le seul du Cambodge à ce jour), c'est en raison de la découverte providentielle de deux statues de la Vierge Marie, le 16 avril 2008 et le 19 novembre 2012. Depuis lors, un pèlerinage s'est développé qui culmine chaque année avec les célébrations anniversaires de ces découvertes (en mai et en novembre) qui rassemblent plusieurs milliers de fidèles venus de tout le Cambodge mais aussi très nombreux du Viêt Nam voisin.

### 2008: Découverte d'une première statue
Le 16 avril 2008, alors qu'il se trouvait sur son bateau de pêche à environ 250 mètres au nord du ferry d'Areyksat, un Khmer de confession musulmane a accroché un objet métallique au fond de la rivière.
Comme il n'arrivait pas à le remonter tout seul, il demanda l'aide de huit autres pêcheurs vietnamiens, bouddhistes, qui se trouvaient à proximité. À l'aide d'un treuil, il purent remonter l'objet à la surface et, une fois dans le bateau, ils se rendirent compte qu'il s'agissait d'une statue de femme. Peu après, un autre villageois vit la statue, et en parla à une troisième personne, qui était une catholique de la paroisse Marie-Reine-de-la-Paix. En allant voir la statue, elle reconnut tout de suite qu'il s'agissait d'une statue de la Vierge Marie. Elle leur suggéra alors d'aller voir le conseil pastoral de la paroisse, qui proposa de leur racheter la statue. Les pêcheurs et le conseil pastoral se mirent d'accord sur le prix de 2 millions de riels cambodgiens (environ 500 USD).

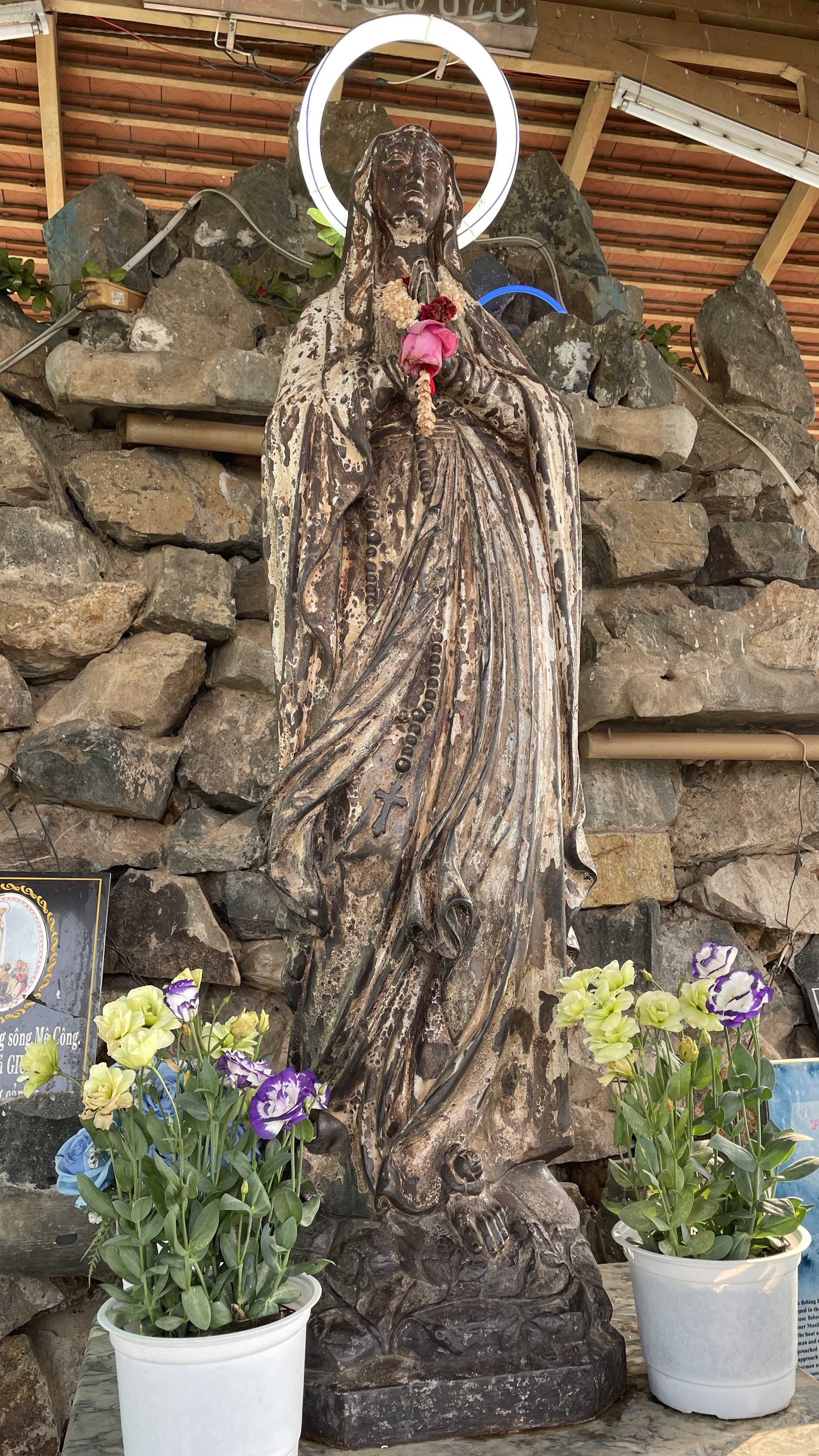
La statue découverte en 2008

Au cours de la nuit suivante, l'un des pêcheurs fit un rêve qui l'effraya : il eut la vision de la statue qui volait au-dessus d'eux alors qu'ils étaient endormis. À son réveil, il parla de son rêve à ses collègues, car il avait peur que ce soit un mauvais présage pour eux et leurs familles. Peu après, ils retournèrent à l'église et, bien qu'ils fussent bouddhistes, ils s'agenouillèrent en prière devant la Vierge Marie pour lui demander la paix et le bonheur pour eux et leurs familles. À cause du rêve, ils refusèrent l'argent de la paroisse, mais le conseil pastoral décida de consacrer cette somme à acheter du riz et des nouilles pour leur donner petit à petit, comme aide alimentaire, car les familles de ces pêcheurs étaient pauvres.
Pour mettre cette statue à l'honneur, elle a été placée sur un promontoire de 8,10 mètres de haut, à côté de l'église. Elle est en fonte de fer et a été fabriqué en France : elle porte sur son socle la mention "Union Artistique de Vaucouleurs (Meuse)". Elle représente Notre-Dame de Lourdes, celle qui apparue 18 fois à Ste Bernadette Soubirous en 1858. Elle date du début du XXe siècle.

### 2012: Découverte de la deuxième statue
M. Phang Vaing Hou (1953-2020) était un pêcheur bouddhiste du village d'Areyksat. Il avait cessé son activité en 2006. Dans la nuit du 18 au 19 novembre 2012, il rêva d'une statue représentant une personne, qui lui dit : "S'il vous plaît, sortez-moi de l'eau car j'ai froid. Je suis dans le Mékong depuis si longtemps. Je suis près de l'endroit où Notre-Dame a été découverte auparavant."

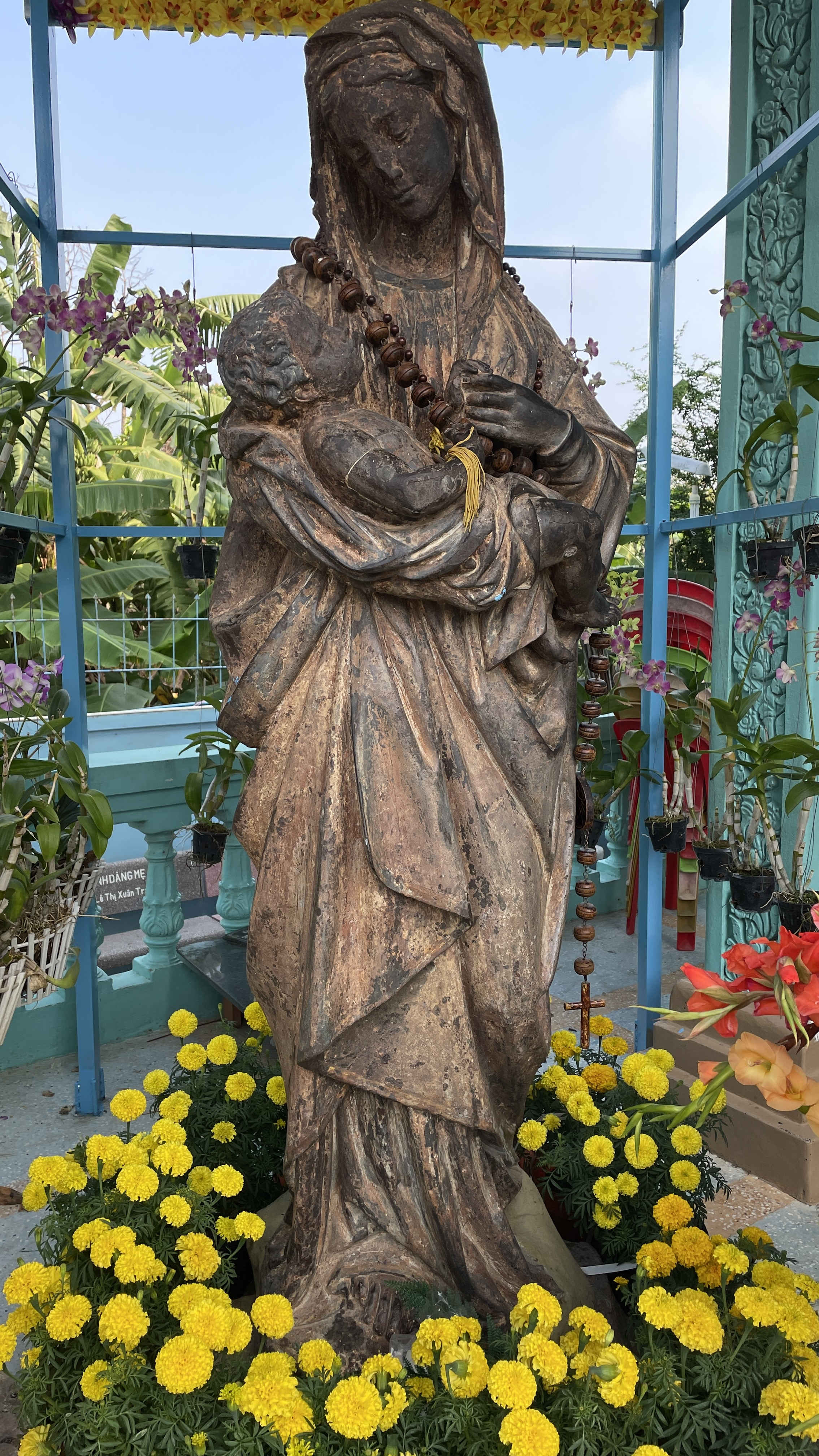
La statue découverte en 2012

Le lendemain matin, alors qu'il prenait son café dans le bistrot du village, il dit au propriétaire, qui était catholique : "Aujourd'hui, je vais sortir Jésus de l'eau." Puis il demanda à ses deux fils de venir avec lui chercher la statue. À 12h38 le 19 novembre 2012, la statue de la Vierge à l'Enfant était sortie de l'eau et déposée sur la berge. Elle faisait 2,30 mètres de haut. Il fallut une cinquantaine de jeunes pour transporter la statue jusqu'à l'église Marie-Reine-de-la-Paix devant laquelle ils l'installèrent et se mirent à prier. Tous les chrétiens du village étaient très heureux, car c'étaient pour eux la deuxième fois que la Vierge Marie se manifestait à eux.
M. Phang Vaing Hou a dit : "Pendant que nous la sortions de la rivière pour la mettre sur le bateau, j'avais l'impression qu'il s'agissait non pas d'une statue, mais d'une personne vivante, comme nous. J'étais heureux et effrayé en même temps. Je l'ai priée pour qu'elle guérisse ma femme de sa maladie." Il remit la statue au conseil pastoral sans rien demander en échange. Quelque temps plus tard, lui et son épouse demandèrent à recevoir le baptême et devinrent chrétiens. Il est décédé en mars 2020.
Les chrétiens du village ont toujours considéré comme un signe de la Providence divine la date et l'heure de la découverte de cette statue. En effet, ce jour-là se déroulait à Phnom Penh le 21e sommet de l'ASEAN (Association des Nations du Sud-Est Asiatique) et pour des raisons de sécurité le Gouvernement avait proclamé un jour férié, et le trafique des ferries qui permettent de traverser le Mékong au niveau d'Areyksat était arrêté. Cela a grandement facilité les opérations de recherche de la statue sur la zone où naviguent habituellement les ferries.
Cette deuxième statue porte la même mention que celle de 2008 et est également issue du même atelier : l'Union Artistique de Vaucouleurs (Meuse). Elle est aussi en fonte de fer et elle porte le nom de "Notre-Dame de la Providence" dans le catalogue de la fabrique.

### D'où peuvent venir ces statues?
Il ne semble pas y avoir encore pour le moment de réponse sûre à cette question, et il n'y en aura peut-être jamais à cause du manque d'archives de l'Église catholique du Cambodge. En effet, toutes les archives antérieures à 1990 ont été quasiment toutes détruites pendant les années terribles vécues par le Cambodge avec la guerre civile (1967-1975), le régime génocidaire des Khmers rouges (1975-1979) et l'occupation vietnamienne (1979-1989). De plus, l'entreprise qui a fabriqué ces statues n'existe plus (elle a fermé en 1967).
Ce qui est sûr c'est qu'en amont d'Areyksat, sur la presqu'île de Chrui Changvar, se trouvaient des églises et des communautés chrétiennes, ainsi que le Carmel de Phnom Penh et le Grand Séminaire. Dans ce Carmel désaffecté, détruit en 2018, se trouvait encore à la fin des années 1990 (le Carmel était alors devenu un orphelinat) une statue en fonte de fer du Sacré-Cœur, issue elle aussi des ateliers de l'Union artistique de Vaucouleurs. Cette statue est aujourd'hui visible dans l'église Sainte-Marie-Madeleine du quartier de Svay Pak, au nord de la ville de Phnom Penh. Il semble possible que les statues de Marie découvertes à Areyksat puissent venir de l'un ou l'autre de ces lieux de cultes qui ont été ravagés pendant ces années troublées. Des pogroms anti-vietnamiens ont eu lieu en 1970, notamment dans le village chrétien de Chrui Changvar en avril 1970 où 514 chrétiens vietnamiens ont été enlevés sur des barges avant d'être exécutés et jetés au fleuve, comme racontés par François Ponchaud dans son livre référence La cathédrale de la rizière (pp. 136-137). Soit les statues ont été jetées au fleuve par les soldats, soit elles ont été mises dans l'eau pour les cacher et les protéger, dans l'espoir de pouvoir les récupérer plus tard, une fois la paix revenue (c'est l'hypothèse du P. Ponchaud).

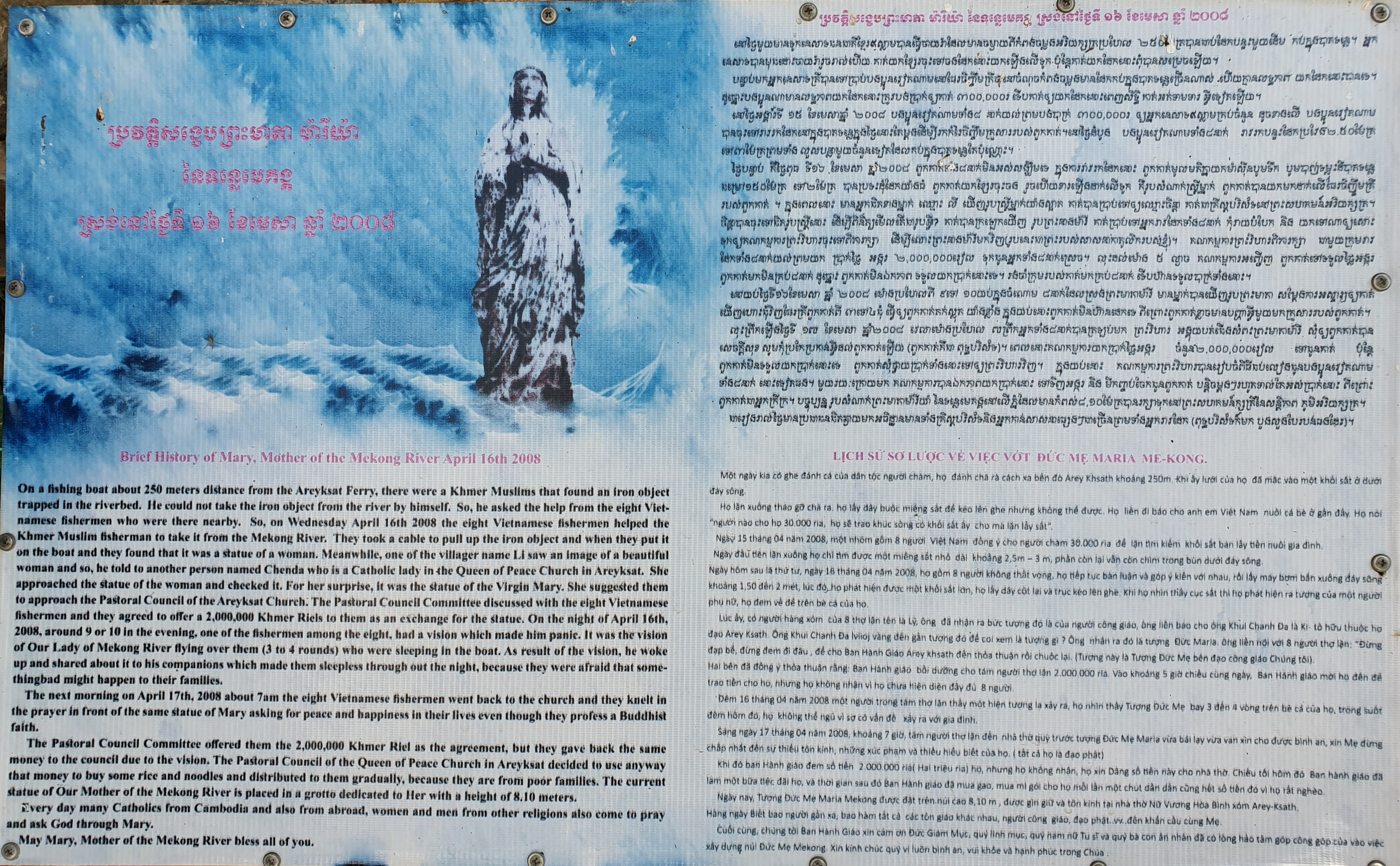
La notice historique trilingue (khmer, vietnamien, anglais) présentée près de la première statue découverte le 16 avril 2008.

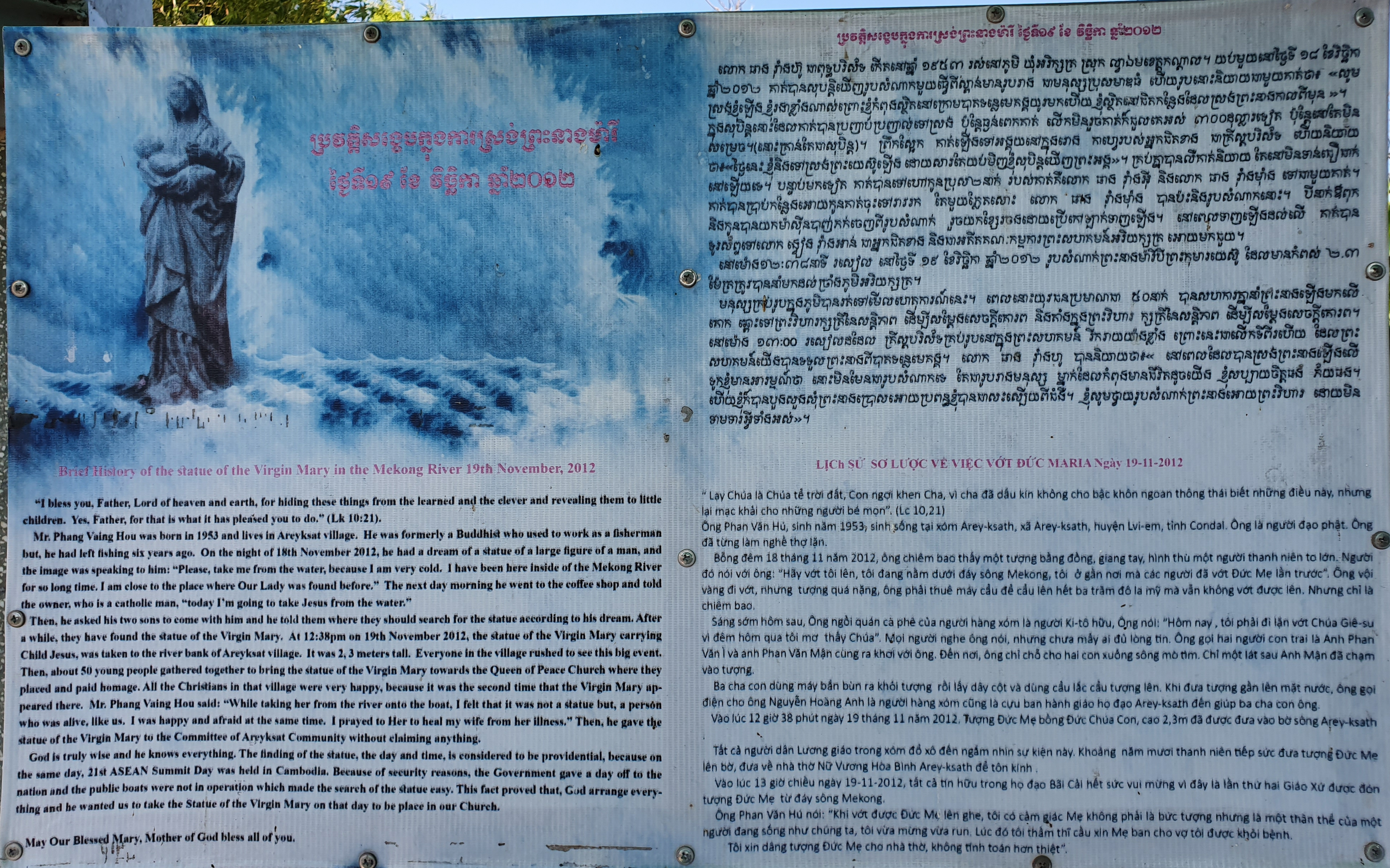
La notice historique trilingue (khmer, vietnamien, anglais) présentée près de la première statue découverte le 19 novembre 2012.